# Michel Bélanger (avocat)
Pour les articles homonymes, voir Michel Bélanger et Bélanger.
Michel Bélanger, né en 1961 à Montréal au Québec, est un avocat québécois. 

## Biographie

### Jeunesse et formation
Fils Monique Gagnier et Jacques Bélanger, notaire, il grandit dans une famille de cinq enfants.
Il est admis à la Chambre des notaires du Québec en 1984 puis au Barreau du Québec en 1988. 
En 1990, il obtient une maîtrise  en droit public à l’Université de Montréal.
En 1992 il obtient un DESS en droit de l'environnement.

### Avocat
Il est notaire de 1984 à 1988.
En 1989, il fonde, avec d’autres partenaires, le Centre québécois du droit de l’environnement.
Depuis 1990, il enseigne à Montréal, Laval, Sherbrooke, Polytechnique Montréal,McGill et Ottawa,,,.
De 1991 à 1996, il est associé de recherche en droit de l’environnement à l’Université McGill.
En 1996, il s’associe à Yves Lauzon pour fonder le cabinet Lauzon Bélanger spécialisé en recours collectif et en environnement.
En 2004, il devient président de l'association Nature Québec.
En 2015, il est membre de la commission mondiale du droit de l'environnement de l'Union internationale pour la conservation de la nature.

## Prix
- Prix Émeritus[10] (avocat émérite) décerné par le Barreau du Québec, 2015 ;
- Prix Pro Bono Rajpattie-Persaud de par l’Association du Barreau canadien – Québec[11].